# Jerome Isaac Friedman
Jerome Isaac Friedman, ameriški fizik, * 28. marec 1930, Chicago, Illinois, ZDA.
Friedman je leta 1990 soprejel Nobelovo nagrado za fiziko za raziskave, ki so razkrile notranjo zgradbo protonov z delci, kasneje poimenovanimi kvarki. Vso kariero deluje na Tehnološkem inštitutu Massachusettsa, kjer ima položaj inštitutskega (zaslužnega) profesorja.